# St. Anna (Immendorf)

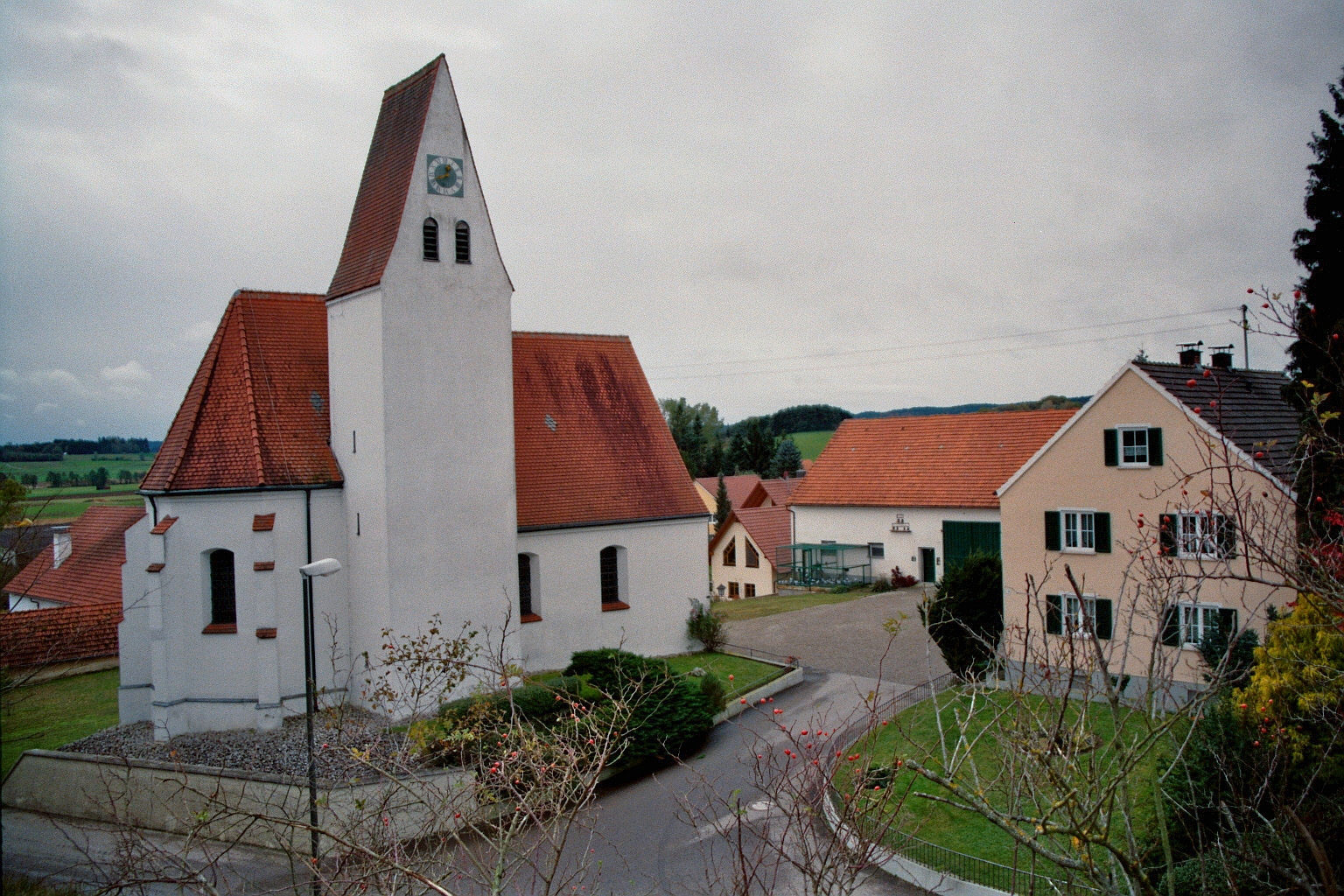
St. Anna in Immendorf

Die römisch-katholische Filialkirche St. Anna steht in Immendorf, einem Gemeindeteil von Pöttmes im schwäbischen Landkreis Aichach-Friedberg von Bayern. Das Bauwerk ist in der Liste der Baudenkmäler in Pöttmes als Baudenkmal unter der Nr. D-7-71-156-35 eingetragen.

## Beschreibung
Das Langhaus der Saalkirche ist im Kern wohl romanisch. Der eingezogene, von Strebepfeilern gestützte Chor mit Fünfachtelschluss im Osten und der Chorflankenturm an seiner Nordwand, der quer mit einem Satteldach bedeckt ist, wurden in der 2. Hälfte des 15. Jahrhunderts angebaut. Im Giebel befinden sich die Zifferblätter der Turmuhr und hinter den als Biforien gestalteten Klangarkaden der Glockenstuhl. Der Innenraum des Langhauses wurde um 1738 mit einer Flachdecke überspannt, der des Chors mit einem Stichkappengewölbe. Die Fresken der Kirche wurden 1738 von Matthias Nikolaus Wölfinger gemalt. Zur Kirchenausstattung gehört der um 1690 gebaute Hochaltar, der von den Statuen der Katharina von Alexandrien und der Barbara von Nikomedien flankiert wird. Auf dem Altarretabel ist Anna selbdritt dargestellt.